# جاستن هامبسون
جاستن هامبسون (بالإنجليزية: Justin Hampson)‏ هو لاعب كرة قاعدة أمريكي، ولد في 24 مايو 1980 في إلينوي في الولايات المتحدة.

## وصلات خارجية
- جاستن هامبسون على موقع دوري كرة القاعدة الرئيسي (الإنجليزية)
- جاستن هامبسون على موقعبيزبول رفرنس.كوم (الدوري الرئيسي) (الإنجليزية)
- جاستن هامبسون على موقعبيزبول رفرنس.كوم (الدوري الثانوي) (الإنجليزية)
- جاستن هامبسون على موقع مشجعي الرسوم البيانية (الإنجليزية)